# Katarowank

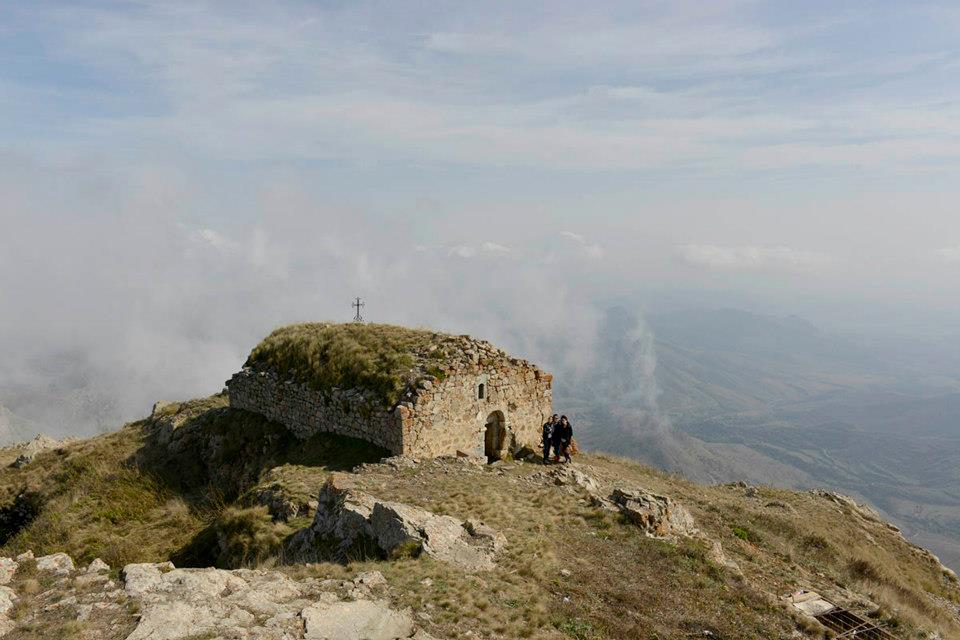
Die Kapelle von Katarowank – noch vor der Renovierung

Katarowank (armenisch Կատարովանք, nach englischer Transkription auch Katarovank) ist ein ehemaliges Kloster der Armenisch-Apostolischen Kirche, das sich de facto in der Provinz Hadrut in der Republik Arzach befindet.

## Geschichte
Laut Faustus von Byzanz, einem Geschichtsschreiber des 5. Jahrhunderts, war Katarowank ein großes bereits vor 335 gegründetes Kloster am Gipfel des Berges Disapajt. Heute ist nur noch ein einziges Gebäude erhalten, eine Kapelle aus dem 17. Jahrhundert, knapp unterhalb des Gipfels des Disapajt auf etwa 2480 m Seehöhe. Die Kapelle wurde Mitte der 2010er Jahre renoviert.
Im Krieg um Bergkarabach 2020 überrannten Spezialeinheiten der Armee Aserbaidschans die armenischen Dörfer der Provinz Hadrut und eroberten die Stadt Şuşa, doch konnten armenische Einheiten das Kloster Katarowank und zwei benachbarte Dörfer halten: Khtsaberd (Çaylaqqala) und Hin Tagher (Köhnə Tağlar).